# Friedrich Wilhelm von Goedecke
Friedrich Wilhelm von Goedecke (Dietz (Nassau), 26 mei 1771 – Neuwied (Rijn-Pruisen), 11 maart 1857) was een Nassaus militair en politicus in Nederlands-Luxemburgse dienst.
Von Goedecke vocht in de Spaanse Onafhankelijkheidsoorlog tegen Napoleon. In 1815 commandeerde hij als kolonel de 2e Brigade van Nassause Eenheden, al was hij door een beenwond verhinderd bij de Slag bij Waterloo zelf leiding te geven. 
Von Goedecke werd op 24 november 1816 bevorderd tot generaal-majoor. In 1817 werd hij tot Nederlander genaturaliseerd en trad in Luxemburgse staatsdienst. Luxemburg was toentertijd in personele unie verbonden met Nederland. Von Goedecke werd aangesteld als opperbevelhebber van de Luxemburgse strijdkrachten en werd in 1831 opgenomen in de Regeringsraad van de gouverneur van Luxemburg, hertog Karel Bernhard van Saksen-Weimar-Eisenach (een generaal in Nederlandse dienst).
Hij was van 27 mei 1831 tot 18 juni 1839 voorzitter van de Regeringsraad van Luxemburg. In 1834 werd hij benoemd tot luitenant-generaal. In 1840 ging hij met pensioen.

## Verwijzingen
1. ↑  Tatsachen aus der Geschichte des Luxemburger Landes, door Dr. P.J. Muller (1968), blz. 220
2. ↑  Tatsachen aus der Geschichte des Luxemburger Landes, blz. 219
3. ↑  Tatsachen aus der Geschichte des Luxemburger Landes, blz. 230